# José Luis Silva Silva
José Luis Silva Silva (San Fernando de Apure, Venezuela, 28 de enero de 1968) es un militar venezolano, coronel activo de la Guardia Nacional. Actualmente desempeña el cargo de agregado de defensa de la embajada de Venezuela en los Estados Unidos de América. Silva fue el primer oficial de comando activo que reconoció al Juan Guaidó como presidente interino de Venezuela.

## Biografía

### Comienzos y carrera militar
Ha sido comandante de unidades militares de acuerdo al grado que le correspondía. Se graduó con el más alto honor académico (summa cum laude) de la Academia Militar de la Guardia Nacional el 5 de julio de 1991 como licenciado en Ciencias y Artes Militares, quedando en el puesto número 5 entre 157 oficiales, y como militar estuvo entre los primeros hasta su último grado obtenido de Coronel de comando activo. Habla el idioma español e inglés. Aparte de sus estudios militares posee una Licenciatura en Administración y Seguridad Pública en Saint Petersburg College USA 2007, Maestría en criminología University of South Florida, USA, 2008, Doctorado de Filosofía en criminología University of South Florida, 2010.
El 26 de enero de 2019, José Luis Silva Silva anunció a través de entrevistas en noticieros internacionales y medios digitales que desconocía a Nicolás Maduro como presidente de República Bolivariana de Venezuela y reconoció al presidente de la Asamblea Nacional Juan Guaidó como legítimo Presidente.

## Condecoraciones recibidas
- Orden Rafael Urdaneta en su segunda y tercera clase.
- Cruz de la Guardia Nacional en su tercera clase.
- Orden mérito al trabajo en su tercera clase.
- Orden Diego de Lozada en su tercera clase.
- Cruz de Tránsito terrestre en su segunda clase.
- Cruz de las Fuerzas Armadas Policiales en su segunda y tercera clase.
- Orden Juan A. Rodríguez Domínguez en su tercera clase.
- Orden Defensa Civil en su tercera clase.